# صدای آوریل
صدای آوریل (The Voice of April) یک ویدیویی شش دقیقه‌ای است که در آن مونتاژی از صداهای ضبط شده از شهروندان را در طول شیوع بیماری کرونا در شانگهای به اشتراک گذاشته شده‌است. این ویدئو شامل شکایت ساکنان از کمبود غذا و دارو و همچنین اقدام‌های سختگیرانه و بی‌فایده مقامات شهری است. پس از انتشار این ویدیو، تمام ارجاعات مستقیم به آن تا صبح روز شنبه از سرویس میکروبلاگینگ «ویبو» (Weibo) حذف شد، اگرچه برخی از نظرات در مورد انتقاد از سانسور باقی ماند از جمله نظر این شهروند که گفته بود: «این که حتی نمی‌خواهید فقط کمی از صداهای واقعی مردم را گوش دهید، واقعاً ناامیدکننده است.»